# Jarretellengordel

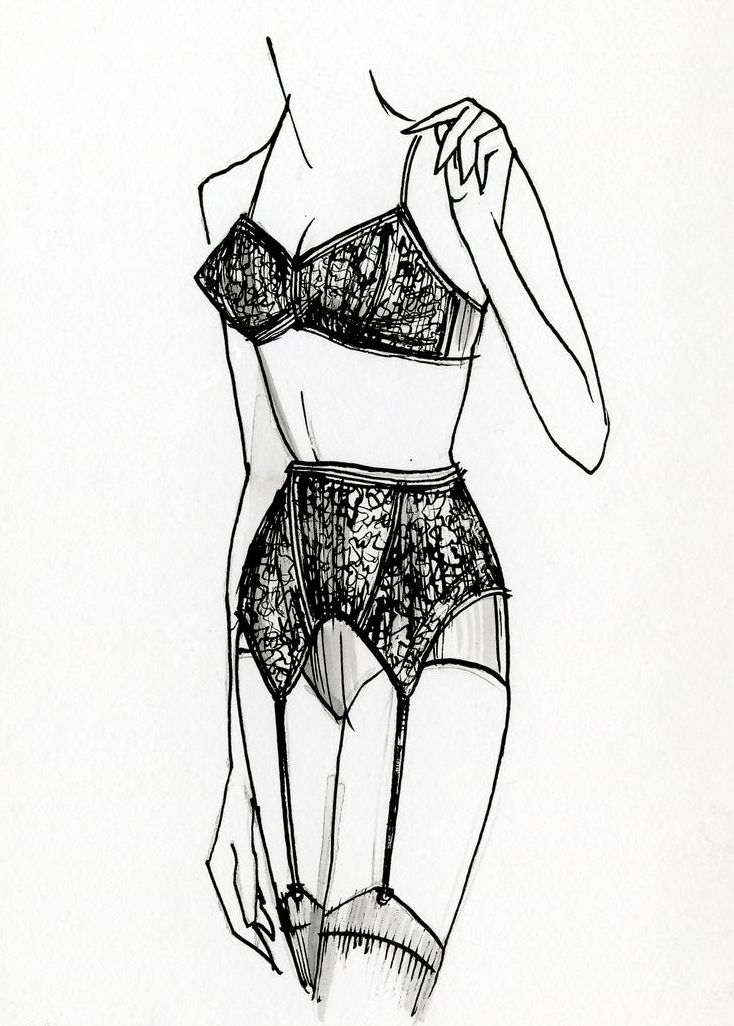
Tekening van een jarretellengordel

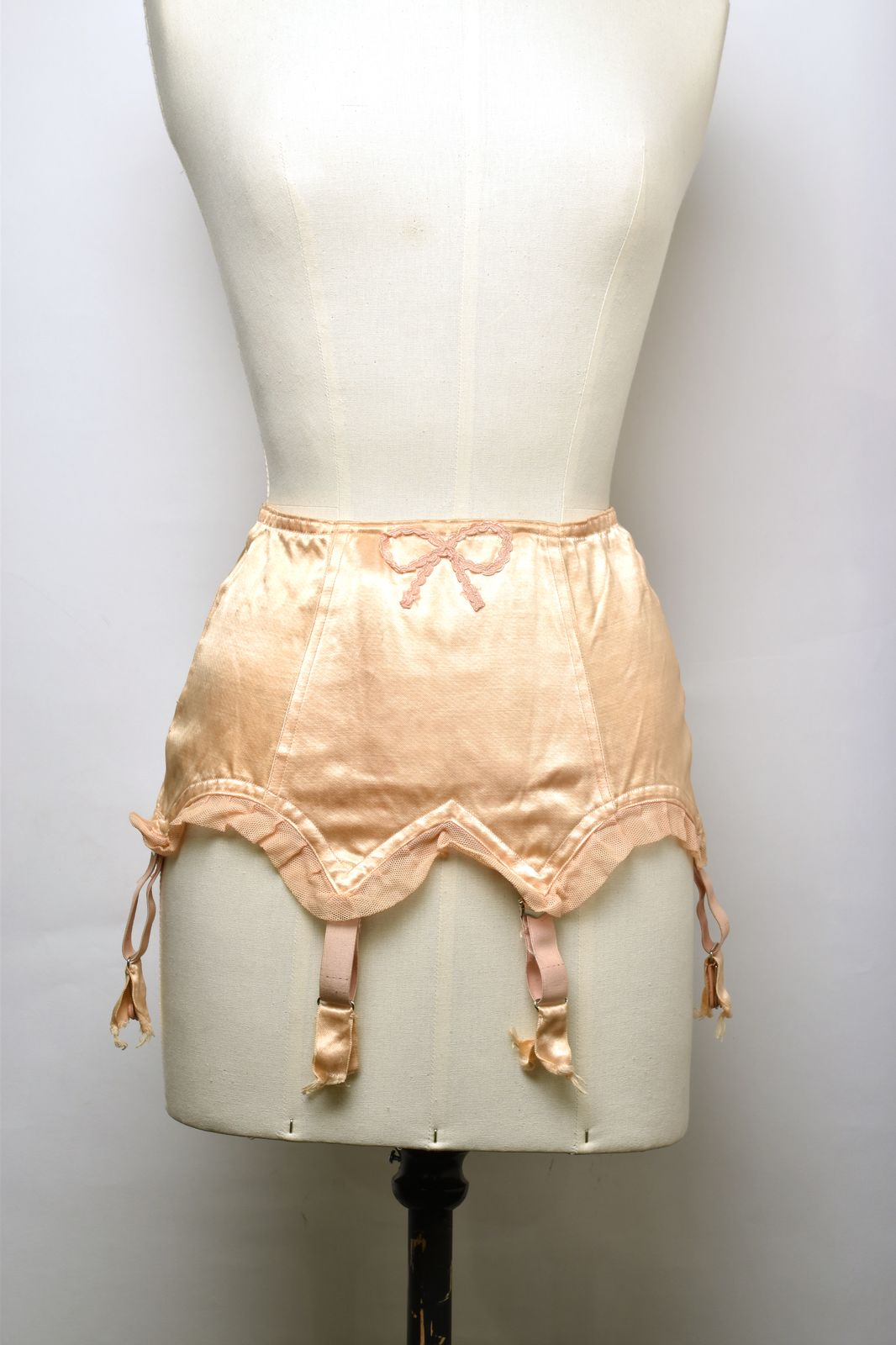
Jarretelgordel, 1930-1945, Modemuseum Antwerpen

Een jarretellengordel (ook: jarretelgordel, vroegere spelling: jarretellegordel) is een onderdeel van de lingerie. De jarretellengordel wordt om het middel boven de heupen gedragen en dient om de jarretelles aan te bevestigen, de elementen waaraan via clipjes de kousen worden vastgemaakt. Gordel en jarretelles kunnen één aan elkaar geweven geheel vormen, maar soms zijn de jarretelles (4 tot 8 per gordel) ook afneembaar. De jarretellengordel is in de regel gemaakt van fijnere kant of zijde, maar in de 20e eeuw zijn ook andere materialen, zoals nylon, viscose, lurex, latex en lycra ervoor gebruikt.

## Geschiedenis
Al in vrouwengraven van de Alemannen uit de 4e tot 7e eeuw werden clips ter bevestiging van beenbedekking gevonden. Uit een graf van keizer Hendrik VI (1190–1197) is een zijden knopengordel met verschillende groene en rode zijden snoeren bekend, die eerst door de rok moesten worden getrokken om dan aan gaatjes in de kousen bevestigd te worden. Op een afbeelding uit de 12e eeuw is te zien hoe losse broekspijpen aan een broekgordel bevestigd waren.
De jarretellengordel werd populairder in de 20e eeuw, toen een groter assortiment aan kunststoffen beschikbaar kwam, die het mogelijk maakte een gordel genoeg draagcomfort en stevigheid te geven, terwijl de veel lichtere nylonkous het dragen van een gordel enorm bevorderde. Afbeeldingen van voor de 20e eeuw zijn niet bekend; daarvóór werden jarretelles in de regel bevestigd aan het korset of de guêpière dat het gehele bovenlichaam omsloot.
De jarretellengordel bleef in ruime mate in gebruik tot de uitvinding van de panty, een combinatie van kousen met een vast aangeweven broekje. Toen de panty in 1967 op de markt verscheen, bleek deze zo praktisch, dat de jarretellengordel enorm aan populariteit verloor, en vooral als decoratieve of erotische lingerie bleef bestaan. Rond het eind van de 20e eeuw kwamen de jarretellengordeltjes weer terug: popzangeressen als Madonna en Katy Perry zetten ze in hun clips en shows in als symbool van zelfbewust sexy vrouwelijk gedrag, terwijl een ontwerpster als Marlies Dekkers de gordel een prominente plaats gaf in haar lingerie-ontwerpen.